# Lijst van olympische medaillewinnaars paardensport
Paardensport is een van de sporten die op de Olympische Spelen worden beoefend. Deze pagina geeft de lijst van olympische medaillewinnaars in deze sport, waarin in de disciplines dressuur, eventing (voorheen military genoemd) en springen (jumping) om de medailles wordt gestreden. 

## Medaillewinnaars

##### Dressuur individueel
| Editie | Goud | Goud                                       | Zilver | Zilver                                 | Brons | Brons                                       |
| ------ | ---- | ------------------------------------------ | ------ | -------------------------------------- | ----- | ------------------------------------------- |
| 1912   | SWE  | Carl Bonde op Emporer                      | SWE    | Gustaf Adolf Boltenstern sr. op Neptun | SWE   | Hans von Blixen-Finecke sr. op Maggie       |
| 1920   | SWE  | Janne Lundblad op Uno                      | SWE    | Bertil Sandström op Sabel              | SWE   | Hans von Rosen op Running Sister            |
| 1924   | SWE  | Ernst Linder op Piccolomino                | SWE    | Bertil Sandström op Sabel              | FRA   | Xavier Lesage op Plumard                    |
| 1928   | GER  | Carl Friedrich von Langen op Draufgänger   | FRA    | Charles Marion op Linon                | SWE   | Ragnar Olson op Günstling                   |
| 1932   | FRA  | Xavier Lesage op Taine                     | FRA    | Charles Marion op Linon                | USA   | Hiram Tuttle op Olympic                     |
| 1936   | GER  | Heinz Pollay op Kronos                     | GER    | Friedrich Gerhard op Absinth           | AUT   | Alois Podhajsky op Nero                     |
| 1948   | SUI  | Hans Moser op Hummer                       | FRA    | André Jousseaume op Harpagon           | SWE   | Gustaf Adolf Boltenstern jr. op Trumf       |
| 1952   | SWE  | Henri Saint Cyr op Master Rufus            | DEN    | Lis Hartel op Jubilee                  | FRA   | André Jousseaume op Harpagon                |
| 1956   | SWE  | Henri Saint Cyr op Juli                    | DEN    | Lis Hartel op Jubilee                  | EUA   | Liselott Linsenhoff op Adular               |
| 1960   | URS  | Sergej Filatov op Absent                   | SUI    | Gustav Fischer op Wald                 | EUA   | Josef Neckermann op Asbach                  |
| 1964   | SUI  | Henri Chammartin op Woermann               | EUA    | Harry Boldt op Remus                   | URS   | Sergej Filatov op Absent                    |
| 1968   | URS  | Ivan Kizimov op Ichor                      | FRG    | Josef Neckermann op Mariano            | FRG   | Reiner Klimke op Dux                        |
| 1972   | FRG  | Liselott Linsenhoff op Piaff               | URS    | Jelena Petoesjkova op Pepel            | FRG   | Josef Neckermann op Venetia                 |
| 1976   | SUI  | Christine Stückelberger op Granat          | FRG    | Harry Boldt op Woycek                  | FRG   | Reiner Klimke op Mehmed                     |
| 1980   | AUT  | Elisabeth Theurer op Mon Chérie            | URS    | Joeri Kovsjov op Igrok                 | URS   | Viktor Oegrjoemov op Shkval                 |
| 1984   | FRG  | Reiner Klimke op Ahlerich                  | DEN    | Anne Grethe Jensen op Marzog           | SUI   | Otto Hofer op Limandus                      |
| 1988   | FRG  | Nicole Uphoff op Rembrandt                 | FRA    | Margit Otto-Crépin op Corlandus        | SUI   | Christine Stückelberger op Gauguin de Lully |
| 1992   | GER  | Nicole Uphoff op Rembrandt                 | GER    | Isabell Werth op Gigolo                | GER   | Klaus Balkenhol op Goldstern                |
| 1996   | GER  | Isabell Werth op Gigolo                    | NED    | Anky van Grunsven op Bonfire           | NED   | Sven Rothenberger op Weyden                 |
| 2000   | NED  | Anky van Grunsven op Bonfire               | GER    | Isabell Werth op Gigolo                | GER   | Ulla Salzgeber op Rusty                     |
| 2004   | NED  | Anky van Grunsven op Salinero              | GER    | Ulla Salzgeber op Rusty                | ESP   | Beatriz Ferrer-Salat op Beauvalais          |
| 2008   | NED  | Anky van Grunsven op Salinero              | GER    | Isabell Werth op Satchmo               | GER   | Heike Kemmer op Bonaparte                   |
| 2012   | GBR  | Charlotte Dujardin op Valegro              | NED    | Adelinde Cornelissen op Parzival       | GBR   | Laura Bechtolsheimer op Minstral Hojris     |
| 2016   | GBR  | Charlotte Dujardin op Valegro              | GER    | Isabell Werth op Weihegold OLD         | GER   | Kristina Bröring-Sprehe op Desperados FRH   |
| 2020   | GER  | Jessica von Bredow-Werndl op TSF Dalera    | GER    | Isabell Werth op Bella Rose 2          | GBR   | Charlotte Dujardin op Gio                   |
| 2024   | GER  | Jessica von Bredow-Werndl op TSF Dalera BB | GER    | Isabell Werth op Wendy                 | GBR   | Charlotte Fry op Glamourdale                |

| Land | Goud | Zilver | Brons |
| ---- | ---- | ------ | ----- |
| GER  | 6    | 8      | 4     |
| SWE  | 5    | 3      | 4     |
| FRG  | 3    | 2      | 3     |
| NED  | 3    | 2      | 1     |
| SUI  | 3    | 1      | 2     |
| URS  | 2    | 2      | 2     |
| GBR  | 2    | 0      | 3     |
| FRA  | 1    | 4      | 2     |
| AUT  | 1    | 0      | 1     |
| EUA  | 0    | 1      | 2     |
| ESP  | 0    | 0      | 1     |
| USA  | 0    | 0      | 1     |

Meervoudige medaillewinnaars
| Succesvolste | Meervoudige |
| --- | --- |
| 3-1-0 Anky van Grunsven 2-0-1 Charlotte Dujardin 2-0-0 / Nicole Uphoff 2-0-0 Jessica von Bredow-Werndl 2-0-0 Henri Saint Cyr 1-6-0 Isabell Werth 1-0-2 Reiner Klimke 1-0-1 Sergej Filatov 1-0-1 Xavier Lesage 1-0-1 Liselott Linsenhoff 1-0-1 Christine Stückelberger | 0-2-0 Harry Boldt 0-2-0 Lis Hartel 0-2-0 Charles Marion 0-2-0 Bertil Sandström 0-1-2 Josef Neckermann 0-1-1 André Jousseaume 0-1-1 Ulla Salzgeber |

### Dressuur team
| Editie | Goud | Zilver | Brons |
| ------ | --- | --- | --- |
| 1928   | Duitsland Carl Friedrich von Langen op Draufgänger Hermann Linkenbach op Gimpel Eugen von Lotzbeck op Caracalla                                   | Zweden Carl Bonde op Ingo Janne Lundblad op Blackmar Ragnar Olson op Günstling                                                                                  | Nederland Gerard le Heux op Valérine Jan van Reede op Hans Pierre Versteegh op His Excellence                                |
| 1932   | Frankrijk André Jousseaume op Sorelta Xavier Lesage op Taine Charles Marion op Linon                                                              | Zweden Gustaf Adolf Boltenstern jr. op Ingo Thomas Byström op Gulliver Bertil Sandström op Kreta                                                                | Verenigde Staten Isaac Kitts op American Lady Alvin Moore op Water Pat Hiram Tuttle op Olympic                               |
| 1936   | Duitsland Friedrich Gerhard op Absinth H. von Oppeln-Bronikowski op Gimpel Heinz Pollay op Kronos                                                 | Frankrijk Gérard de Ballore op Debaucheur Daniel Gillois op Nicolas André Jousseaume op Favorite                                                                | Zweden Gregor Adlercreutz op Teresina Sven Colliander op Kal Folke Sandström op Pergola                                      |
| 1948   | Frankrijk Maurice Buret op Saint Ouen André Jousseaume op Harpagon Jean Saint-Fort Paillard op Sous les Ceps                                      | Verenigde Staten Robert Borg op Klingson Frank Henry op Reno Overdo Earl Thomson op Pancraft                                                                    | Portugal Luís Mena e Silva op Fascinante Fernando Paes op Matamás Francisco Valadas Júnior op Feitiço                        |
| 1952   | Zweden Gustaf Adolf Boltenstern jr. op Krest Gehnäll Persson op Knaust Henri Saint Cyr op Master Rufus                                            | Zwitserland Henri Chammartin op Wöhler Gustav Fischer op Soliman Gottfried Trachsel op Kursus                                                                   | Duitsland Ida von Nagel op Afrika Heinz Pollay op Adular Fritz Thiedemann op Chronist                                        |
| 1956   | Zweden Gustaf Adolf Boltenstern jr. op Krest Gehnäll Persson op Knaust Henri Saint Cyr op Juli                                                    | Duits eenheidsteam Anneliese Küppers op Afrika Liselott Linsenhoff op Adular Hannelore Weygand op Perkunos                                                      | Zwitserland Henri Chammartin op Wöhler Gustav Fischer op Vasello Gottfried Trachsel op Kursus                                |
| 1960   | niet gehouden | niet gehouden | niet gehouden |
| 1964   | Duits eenheidsteam Harry Boldt op Remus Reiner Klimke op Dux Josef Neckermann op Antoinette                                                       | Zwitserland Henri Chammartin op Woermann Gustav Fischer op Wald Marianne Gossweiler op Stephan                                                                  | Sovjet-Unie Sergej Filatov op Absent Ivan Kalita op Moar Ivan Kizimov op Ichor                                               |
| 1968   | Bondsrepubliek Duitsland Reiner Klimke op Dux Liselott Linsenhoff op Piaff Josef Neckermann op Mariano                                            | Sovjet-Unie Ivan Kalita op Absent Ivan Kizimov op Ichor Jelena Petoesjkova op Pepel                                                                             | Zwitserland Henri Chammartin op Wolfdietrich Gustav Fischer op Wald Marianne Gossweiler op Stephan                           |
| 1972   | Sovjet-Unie Ivan Kalita op Tarif Ivan Kizimov op Ichor Jelena Petoesjkova op Pepel                                                                | Bondsrepubliek Duitsland Liselott Linsenhoff op Piaff Josef Neckermann op Venetia Karin Schlüter op Liostro                                                     | Zweden Ulla Håkansson op Ajax Maud von Rosen op Lucky Boy Ninna Swaab op Casanova                                            |
| 1976   | Bondsrepubliek Duitsland Harry Boldt op Woycek Gabriela Grillo op Ultimo Reiner Klimke op Mehmed                                                  | Zwitserland Ulrich Lehmann op Widin Doris Ramseier op Roch Christine Stückelberger op Granat                                                                    | Verenigde Staten Hilda Gurney op Keen Edith Master op Dahlwitz Dorothy Morkis op Monaco                                      |
| 1980   | Sovjet-Unie Joeri Kovsjov op Igrok Vera Misevitsj op Plot Viktor Oegrjoemov op Shkval                                                             | Bulgarije Georgi Gadzjev op Vnimatelen Svetoslav Ivanov op Aleko Petar Mandazjiev op Stchibor                                                                   | Roemenië Anghelache Donescu op Dor Petre Roşca op Derbist Dumitru Velicu op Decebal                                          |
| 1984   | Bondsrepubliek Duitsland Reiner Klimke op Ahlerich Herbert Krug op Muscadeur Uwe Sauer op Montevideo                                              | Zwitserland Amy-Cathérine de Bary op Aintree Otto Hofer op Limandus Christine Stückelberger op Tansanit                                                         | Zweden Ingamay Bylund op Aleks Ulla Håkansson op Flamingo Louise Nathhorst op Inferno                                        |
| 1988   | Bondsrepubliek Duitsland Reiner Klimke op Ahlerich Ann-Kathrin Linsenhoff op Courage Monica Theodorescu op Ganimedes Nicole Uphoff op Rembrandt   | Zwitserland Otto Hofer op Andiamo Daniel Ramseier op Random Samuel Schatzmann op Rochus Christine Stückelberger op Gauguin de Lully                             | Canada Cynthia Ishoy op Dynasty Ashley Nicoll op Reipo Eva Maria Pracht op Emirage Gina Smith op Malte                       |
| 1992   | Duitsland Klaus Balkenhol op Goldstern Monica Theodorescu op Grunox Nicole Uphoff op Rembrandt Isabell Werth op Gigolo                            | Nederland Tineke Bartels op Olympic Courage Ellen Bontje op Olympic Larius Anky van Grunsven op Olympic Bonfire Annemarie Sanders-Keyzer op Olympic Montreux    | Verenigde Staten Charlotte Bredahl op Monsieur Robert Dover op Lectron Carol Lavell op Gifted Michael Poulin op Graf George  |
| 1996   | Duitsland Klaus Balkenhol op Goldstern Martin Schaudt op Durgo Monica Theodorescu op Grunox Isabell Werth op Gigolo                               | Nederland Tineke Bartels-de Vries op Olympic Barbria Anky van Grunsven op Bonfire Sven Rothenberger op Weyden Gonnelien Rothenberger-Gordijn op Olympic Dondolo | Verenigde Staten Robert Dover op Metallic Michelle Gibson op Peron Steffen Peters op Udon Guenter Seidel op Graf George      |
| 2000   | Duitsland Nadine Capellmann op Farbenfroh Ulla Salzgeber op Rusty Alexandra Simons op Chacomo Isabell Werth op Gigolo                             | Nederland Coby van Baalen op Ferro Ellen Bontje op Silvano Anky van Grunsven op Bonfire Arjen Teeuwissen op Goliath                                             | Verenigde Staten Susan Blinks op Flim Flam Robert Dover op Ranier Guenter Seidel op Foltaire Christine Traurig op Etienne    |
| 2004   | Duitsland Heike Kemmer op Bonaparte Ulla Salzgeber op Rusty Martin Schaudt op Weltall Hubertus Schmidt op Wansuela Suerte                         | Spanje Beatriz Ferrer-Salat op Beauvalais Juan Antonio Jimenez op Guizo Ignacio Rambla op Oleaje Rafael Soto op Invasor                                         | Verenigde Staten Debbie McDonald op Brentina Robert Dover op Kennedy Guenter Seidel op Aragon Lisa Wilcox op Relevant 5      |
| 2008   | Duitsland Nadine Capellmann op Elvis Va Heike Kemmer op Bonaparte Isabell Werth op Satchmo                                                        | Nederland Anky van Grunsven op Salinero Hans Peter Minderhoud op Nadine Imke Schellekens-Bartels op Sunrise                                                     | Denemarken Andreas Helgstrand op Don Schufro Anne van Olst op Clearwater Nathalie zu Sayn-Wittgenstein op Digby              |
| 2012   | Groot-Brittannië Charlotte Dujardin op Valegro Carl Hester op Uthopia Laura Bechtolsheimer op Mistral                                             | Duitsland Helen Langehanenberg op Damon Hill Dorothee Schneider op Diva Royal Kristina Sprehe op Desperados                                                     | Nederland Adelinde Cornelissen op Parzival Edward Gal Undercover Anky van Grunsven op Salinero                               |
| 2016   | Duitsland Kristina Bröring-Sprehe op Desperados FRH Sönke Rothenberger op Cosmo Dorothee Schneider op Showtime FRH Isabell Werth op Weihegold Old | Groot-Brittannië Fiona Bigwood op Orthilia Charlotte Dujardin op Valegro Carl Hester op Nip Tuck Spencer Wilton op Super Nova II                                | Verenigde Staten Allison Brock op Rosevelt Laura Graves op Verdades Kasey Perry-Glass op Dublet Steffen Peters op Legolas 92 |
| 2020   | Duitsland Jessica von Bredow-Werndl op TSF Dalera Dorothee Schneider op Showtime FRH Isabell Werth op Bella Rose 2                                | Verenigde Staten Adrienne Lyle op Salvino Steffen Peters op Suppenkasper Sabine Schut-Kery op Sanceo                                                            | Groot-Brittannië Charlotte Dujardin op Gio Charlotte Fry op Everdale Carl Hester op En Vogue                                 |
| 2024   | Duitsland Frederic Wandres op Bluetooth Old Isabell Werth op Wendy Jessica von Bredow-Werndl op TSF Dalera BB                                     | Denemarken Daniel Bachmann Andersen op Vayron Nanna Merrald Rasmussen op Zepter Cathrine Laudrup-Dufour op Freestyle                                            | Groot-Brittannië Becky Moody op Jagerbomb Carl Hester op Fame Charlotte Fry op Glamourdale                                   |

| Land | Goud | Zilver | Brons |
| ---- | ---- | ------ | ----- |
| GER  | 10   | 1      | 1     |
| FRG  | 04   | 1      | 0     |
| SWE  | 02   | 2      | 3     |
| URS  | 02   | 1      | 1     |
| FRA  | 02   | 1      | 0     |
| GBR  | 01   | 1      | 2     |
| EUA  | 01   | 1      | 0     |
| SUI  | 0    | 5      | 2     |
| NED  | 0    | 4      | 2     |
| USA  | 0    | 2      | 7     |
| DEN  | 0    | 1      | 1     |
| BUL  | 0    | 1      | 0     |
| ESP  | 0    | 1      | 0     |
| CAN  | 0    | 0      | 1     |
| POR  | 0    | 0      | 1     |
| ROU  | 0    | 0      | 1     |

Meervoudige medaillewinnaars
| Succesvolste | Succesvolste | Meervoudige | Meervoudige                                                                      |
| --- | --- | --- | -------------------------------------------------------------------------------- |
| 7-0-0 Isabell Werth 5-0-0 Reiner Klimke 3-0-0 Monica Theodorescu 2-1-0 Josef Neckermann 2-1-0 Dorothee Schneider 2-1-0 André Jousseaume 2-0-0 Jessica von Bredow-Werndl 2-0-0 Nadine Capellmann 2-0-0 Heike Kemmer 2-0-0 Ulla Salzgeber 2-0-0 Nicole Uphoff 2-0-0 Gustaf Adolf Boltenstern jr. 2-0-0 Gehnäll Persson 2-0-0 Henri Saint Cyr | 1-2-0 Liselott Linsenhoff 1-1-2 Carl Hester 1-1-1 Ivan Kalita 1-1-1 Ivan Kizimov 1-1-1 Charlotte Dujardin 1-1-0 Kristina Bröring-Sprehe 1-1-0 Jelena Petoesjkova 1-0-1 Heinz Pollay | 0-4-1 Anky van Grunsven 0-3-0 Christine Stückelberger 0-2-2 Henri Chammartin 0-2-2 Gustav Fischer 0-2-0 Tineke Bartels-de Vries 0-2-0 Ellen Bontje 0-2-0 Otto Hofer 0-1-2 Steffen Peters 0-1-1 Marianne Gossweiler 0-1-1 Gottfried Trachsel | 0-0-4 Robert Dover 0-0-3 Guenter Seidel 0-0-2 Charlotte Fry 0-0-2 Ulla Håkansson |

### Eventing individueel
| Editie | Goud | Goud                                        | Zilver | Zilver                                  | Brons | Brons                                     |
| ------ | ---- | ------------------------------------------- | ------ | --------------------------------------- | ----- | ----------------------------------------- |
| 1912   | SWE  | Axel Nordlander op Lady Artist              | GER    | Friedrich von Rochow op Idealist        | FRA   | Jean Cariou op Cocotte                    |
| 1920   | SWE  | Helmer Mörner op Germania                   | SWE    | Åge Lundström op Ysra                   | ITA   | Ettore Caffaratti op Caniche              |
| 1924   | NED  | Dolf van der Voort van Zijp op Silver Piece | DEN    | Frode Kirkebjerg op Meteor              | USA   | Sloan Doak op Pathfinder                  |
| 1928   | NED  | Charles Pahud de Mortanges op Marcroix      | NED    | Gerard de Kruijff op Va-t‘En            | GER   | Bruno Neumann op Ilja                     |
| 1932   | NED  | Charles Pahud de Mortanges op Marcroix      | USA    | Earl Thomson op Jenny Camp              | SWE   | Clarence von Rosen jr. op Sunnyside Maid  |
| 1936   | GER  | Ludwig Stubbendorf op Nurmi                 | USA    | Earl Thomson op Jenny Camp              | DEN   | Hans Mathiesen Lunding op Jason           |
| 1948   | FRA  | Bernard Chevallier op Aiglonne              | USA    | Frank Henry op Swing Low                | SWE   | Robert Selfelt op Claque                  |
| 1952   | SWE  | Hans von Blixen-Finecke jr. op Jubal        | FRA    | Guy Lefrant op Verdun                   | GER   | Wilhelm Büsing op Hubertus                |
| 1956   | SWE  | Petrus Kastenman op Iluster                 | EUA    | August Lütke-Westhues op Trux von Kamax | GBR   | Francis Weldon op Kilbarry                |
| 1960   | AUS  | Lawrence Morgan op Salad Days               | AUS    | Neale Lavis op Mirrabooka               | SUI   | Anton Bühler op Gay Spark                 |
| 1964   | ITA  | Mauro Checcoli op Surbean                   | ARG    | Carlos Moratorio op Chalan              | EUA   | Fritz Ligges op Donkosak                  |
| 1968   | FRA  | Jean-Jacques Guyon op Pitou                 | GBR    | Derek Allhusen op Lochinvar             | USA   | Michael Page op Foster                    |
| 1972   | GBR  | Richard Meade op Laurieston                 | ITA    | Alessandro Argenton op Woodland         | SWE   | Jan Jönsson op Sarajevo                   |
| 1976   | USA  | Edmund Coffin op Bally-Cor                  | USA    | Michael Plumb op Better & Better        | FRG   | Karl Schultz op Madrigal                  |
| 1980   | ITA  | Euro Federico Roman op Rossinan             | URS    | Aleksandr Blinov op Galzun              | URS   | Joeri Salnikov op Pintset                 |
| 1984   | NZL  | Mark Todd op Charisma                       | USA    | Karen Stives op Ben Arthur              | GBR   | Virginia Holgate op Priceless             |
| 1988   | NZL  | Mark Todd op Charisma                       | GBR    | Ian Stark op Sir Wattie                 | GBR   | Virginia Holgate-Leng op Master Craftsman |
| 1992   | AUS  | Matthew Ryan op Kibah Tic Toc               | GER    | Herbert Blöcker op Feine Dame           | NZL   | Blyth Tait op Messiah                     |
| 1996   | NZL  | Blyth Tait op Ready Teddy                   | NZL    | Sally Clark op Squirrel Hill            | USA   | Kerry Millikin op Out and About           |
| 2000   | USA  | David O'Connor op Custom Made               | AUS    | Andrew Hoy op Swizzle In                | NZL   | Mark Todd op Eyespy II                    |
| 2004   | GBR  | Leslie Law op Shear l'Eau                   | USA    | Kimberly Severson op Winsome Adante     | GBR   | Philippa Funnel op Primmore's Pride       |
| 2008   | GER  | Hinrich Romeike op Marius                   | USA    | Gina Miles op McKinlaigh                | GBR   | Kristina Cook op Miners Frolic            |
| 2012   | GER  | Michael Jung op Sam                         | SWE    | Sara Algotsson-Ostholt op Wega          | GER   | Sandra Auffarth op Opgun Louvo            |
| 2016   | GER  | Michael Jung op Sam FBW                     | FRA    | Astier Nicolas op Piaf De B'Neville     | USA   | Phillip Dutton op Mighty Nice             |
| 2020   | GER  | Julia Krajewski op Amande de B'Neville      | GBR    | Tom McEwen op Toledo de Kerser          | AUS   | Andrew Hoy op Vassily de Lassos           |
| 2024   | GER  | Michael Jung op Chipmunk Frh                | AUS    | Christopher Burton op Shadow Man        | GBR   | Laura Collett op London 52                |

| Land | Goud | Zilver | Brons |
| ---- | ---- | ------ | ----- |
| GER  | 6    | 2      | 3     |
| SWE  | 4    | 2      | 3     |
| NZL  | 3    | 1      | 2     |
| NED  | 3    | 1      | 0     |
| USA  | 2    | 7      | 4     |
| GBR  | 2    | 3      | 6     |
| AUS  | 2    | 3      | 1     |
| FRA  | 2    | 2      | 1     |
| ITA  | 2    | 1      | 1     |
| DEN  | 0    | 1      | 1     |
| EUA  | 0    | 1      | 1     |
| URS  | 0    | 1      | 1     |
| ARG  | 0    | 1      | 0     |
| FRG  | 0    | 0      | 1     |
| SUI  | 0    | 0      | 1     |

Meervoudige medaillewinnaars
| Succesvolste                                                                         | Meervoudige                                                     |
| ------------------------------------------------------------------------------------ | --------------------------------------------------------------- |
| 3-0-0 Michael Jung 2-0-1 Mark Todd 2-0-0 Charles Pahud de Mortanges 1-0-1 Blyth Tait | 0-2-0 Earl Thomson 0-1-1 Andrew Hoy 0-0-2 Virginia Holgate-Leng |

### Eventing team
| Editie | Goud | Zilver | Brons |                          |
| ------ | --- | --- | --- | ------------------------ |
| 1912   | Zweden Nils Adlercreutz op Atout Ernst Casparsson op Irmelin Henric Horn af Åminne op Omen Axel Nordlander op Lady Artist                                                               | Duitsland Eduard von Lütcken op Blue Boy Carl von Moers op May-Queen Friedrich von Rochow op Idealist Richard von Schaesberg op Grundsee                                        | Verenigde Staten Ephraim Graham op Connie Guy Henry op Chiswell Benjamin Lear op Poppy John Montgomery op Deceive                                                        |                          |
| 1920   | Zweden Georg von Braun op Diana Gustaf Dyrsch op Salamis Åge Lundström op Ysra Helmer Mörner op Germania                                                                                | Italië Carlo Asinari op Savari Giulio Cacciandra op Facetto Ettore Caffaratti op Caniche Garibaldi Spighi op Otello                                                             | België Jules Bonvalet op Weppelghem Oswald Lints op Martha Jacques Misonne op Gaucho Roger Moeremans op Sweet Girl                                                       |                          |
| 1924   | Nederland Antonius Colenbrander op King of Hearts Gerard de Kruijff op Addio C. Pahud de Mortanges op Johnny Walker Dolf van der Voort van Zijp op Silver Piece                         | Zweden Gustaf Hagelin op Varius Claës König op Bojar Carl Gustaf Lewenhaupt op Canter Torsten Sylvan op Anita                                                                   | Italië Alessandro Alvisi op Capiligio E. Beraudo di Pralormo op Mount Félix T. Lequio di Assaba op Torena Alberto Lombardi op Pimplo                                     |                          |
| 1928   | Nederland Gerard de Kruijff op Va-t‘En C. Pahud de Mortanges op Marcroix Dolf van der Voort van Zijp op Silver Piece                                                                    | Noorwegen Eugen Johansen op Baby Bjart Ording op And-Over Arthur Quist op Hidalgo                                                                                               | Polen Michał Antoniewicz op Moja Miła Karol Rómmel op Doneuse Józef Trenkwald op Lwi Pazur                                                                               |                          |
| 1932   | Verenigde Staten Edwin Argo op Honolulu Tomboy Harry Chamberlin op Pleasant Smiles Earl Thomson op Jenny Camp                                                                           | Nederland Aernout van Lennep op Henk C. Pahud de Mortanges op Marcroix Karel Schummelketel op Duiveltje                                                                         | medaille niet uitgereikt | medaille niet uitgereikt |
| 1936   | Duitsland Rudolf Lippert op Fasan Ludwig Stubbendorf op Nurmi Konrad von Wangenheim op Kurfürst                                                                                         | Polen Zdzisław Kawecki op Bambino Seweryn Kulesza op Tóska Henryk Leliwa-Roycewicz op Arlekin                                                                                   | Groot-Brittannië Richard Fanshawe op Bowie Knife Edward Howard-Vyse op Blue Steel Alec Scott op Bob Clive                                                                |                          |
| 1948   | Verenigde Staten Charles Anderson op Reno Palisade Frank Henry op Swing Low Earl Thomson op Reno Rhythm                                                                                 | Zweden Robert Selfelt op Claque Olof Stahre op Komet Sigurd Svensson op Dust | Mexico Raúl Campero op Tarahumara Humberto Mariles op Parral Joaquín Solano op Malinche                                                                                  |                          |
| 1952   | Zweden Hans von Blixen-Finecke jr. op Jubal Folke Frölén op Fair Olof Stahre op Komet                                                                                                   | Duitsland Wilhelm Büsing op Hubertus Otto Rothe op Trux von Kamax Klaus Wagner op Dachs                                                                                         | Verenigde Staten Charles Hough jr. op Cassivellannus Walter Staley jr. op Craigwood Park John Wofford op Benny Grimes                                                    |                          |
| 1956   | Groot-Brittannië Bertie Hill op Countryman III Arthur Rook op Wild Venture Francis Weldon op Kilbarry                                                                                   | Duits eenheidsteam August Lütke-Westhues op Trux von Kamax Otto Rothe op Sissi Klaus Wagner op Prinzess                                                                         | Canada Jim Elder op Colleen Brian Herbinson op Tara John Rumble op Cilroy                                                                                                |                          |
| 1960   | Australië Neale Lavis op Mirrabooka Lawrence Morgan op Salad Days Bill Roycroft op Our Solo                                                                                             | Zwitserland Anton Bühler op Gay Spark Rudolf Günthardt op Atbara Hans Schwarzenbach op Burn Trout                                                                               | Frankrijk Jack Le Goff op Image Jehan Le Roy op Garden Guy Lefrant op Nicias                                                                                             |                          |
| 1964   | Italië Paolo Angioni op King Mauro Checcoli op Surbean Giuseppe Ravano op Royal Love | Verenigde Staten Kevin Freeman op Gallopade Michael Page op Grasshopper Michael Plumb op Bold Minstrel                                                                          | Duits eenheidsteam Horst Karsten op Condora Fritz Ligges op Donkosak Gerhard Schulz op Balza X                                                                           |                          |
| 1968   | Groot-Brittannië Derek Allhusen op Lochinvar Reuben Jones op The Poacher Richard Meade op Cornishman V                                                                                  | Verenigde Staten Michael Page op Foster Michael Plumb op Plain Sailing James Wofford op Kilkenny                                                                                | Australië Brien Cobcrott op Depeche Bill Roycroft op Warrathoola Wayne Roycroft op Zhivago                                                                               |                          |
| 1972   | Groot-Brittannië Mary Gordon-Watson op Cornishman V Richard Meade op Laurieston Bridget Parker op Comish Gold Mark Phillips op Great Ovation                                            | Verenigde Staten Bruce Davidson op Plain Sailing Kevin Freeman op Good Mixture Michael Plumb op Free and Easy James Wofford op Kilkenny                                         | Bondsrepubliek Duitsland Ludwig Gössing op Chikago Horst Karsten op Sioux Harry Klugmann op Christopher Rob Karl Schultz op Pisco                                        |                          |
| 1976   | Verenigde Staten Edmund Coffin op Bally-Cor Bruce Davidson op Irish-Cap Michael Plumb op Better & Better Mary Anne Tauskey op Marcus Aurelius                                           | Bondsrepubliek Duitsland Otto Ammermann op Volturno Herbert Blöcker op Albrant Helmut Rethemeier op Pauline Karl Schultz op Madrigal                                            | Australië Mervyn Bennett op Regal Reign Denis Pigott op Hillstead Bill Roycroft op Version Wayne Roycroft op Laurenson                                                   |                          |
| 1980   | Sovjet-Unie Aleksandr Blinov op Galzun Sergej Rogosjin op Gelespont Joeri Salnikov op Pintset Valeri Volkov op Tskheti                                                                  | Italië Anna Casagrande op Daleye Euro Federico Roman op Rossinan Mauro Roman op Dourakine Marina Sciocchetti op Rohan de Lechereo                                               | Mexico David R. Bárcena op Bombona Manuel Mendívil op Remember José Luis Pérez Soto op Quelite Fabián Vázquez op Cocaleco                                                |                          |
| 1984   | Verenigde Staten Bruce Davidson op J.J. Babu Torrance Fleischmann op Finvarra Michael Plumb op Blue Stone Karen Stives op Ben Arthur                                                    | Groot-Brittannië Diana Clapham op Windjammer Lucinda Green op Regal Realm Virginia Holgate op Priceless Ian Stark op Oxford Blue                                                | Bondsrepubliek Duitsland Claus Erhorn op Fair Lady Dietmar Hogrefe op Foliant Bettina Overesch op Peacetime Burkhard Tesdorpf op Freedom                                 |                          |
| 1988   | Bondsrepubliek Duitsland Matthias Baumann op Shamrock Ralf Ehrenbrink op Uncle Todd Claus Erhorn op Justyn Thyme Thies Kaspareit op Sherry                                              | Groot-Brittannië Virginia Holgate-Leng op Master Craftsman Mark Phillips op Cartier Ian Stark op Sir Wattie Karen Straker op Get Smart                                          | Nieuw-Zeeland Andrew Bennie op Grayshott Margaret Knighton op Enterprise Tinks Pottinger op Volunteer Mark Todd op Charisma                                              |                          |
| 1992   | Australië David Green op Duncan II Andrew Hoy op Kiwi Gillian Rolton op Peppermint Grove Matthew Ryan op Kibah Tic Toc                                                                  | Nieuw-Zeeland Vicky Latta op Chief Andrew Nicholson op Spinning Rhombus Blyth Tait op Messiah Mark Todd op Welton Greylag                                                       | Duitsland Matthias Baumann op Alabaster Herbert Blöcker op Feine Dame Ralf Ehrenbrink op Kildare Cord Mysegaes op Ricardo                                                |                          |
| 1996   | Australië Phillip Dutton op True Blue Girdwood Andrew Hoy op Darien Powers Gillian Rolton op Peppermint Grove Wendy Schaeffer op Sunburst                                               | Verenigde Staten Bruce Davidson op Heyday Jill Henneberg op Nirvana David O'Connor op Giltedge Karen O'Connor op Biko                                                           | Nieuw-Zeeland Vaughn Jefferis op Bounce Vicky Latta op Broadcast News Andrew Nicholson op Jagermeister II Blyth Tait op Chesterfield                                     |                          |
| 2000   | Australië Phillip Dutton op House Doctor Andrew Hoy op Darien Powers Matthew Ryan op Kibah Sandstone Stuart Tinney op Jeepster                                                          | Groot-Brittannië Jeanette Brakewell op Over To You Pippa Funnell op Supreme Rock Leslie Law op Shear H2O Ian Stark op Jaybee                                                    | Verenigde Staten Nina Fout op Magic Beans David O'Connor op Giltedge Karen O'Connor op Prince Panache Linden Wiesman op Anderoo                                          |                          |
| 2004   | Frankrijk Arnaud Boiteau op Expo du Moulin Didier Courrèges op Débat d’Estruval Cédric Lyard op Fine Merveille Jean Teulère op Espoir de la Mare Nicolas Touzaint op Galan de Sauvagère | Groot-Brittannië Jeanette Brakewell op Over To You William Fox-Pitt op Tamarillo Pippa Funnell op Primmore's Pride Mary King op King Solomon III Leslie Law op Shear l'Eau      | Verenigde Staten Darren Chiacchia op Windfall 2 Julie Richards op Jacob Two Two Kimberly Severson op Winsome Adante Amy Tryon op Poggio II John Williams op Carrick      |                          |
| 2008   | Duitsland Andreas Dibowski op Butts Leon Ingrid Klimke op Abraxxas Frank Ostholt op Mr. Medicott Hinrich Romeike op Marius Peter Thomsen op The Ghost of Hamish                         | Australië Clayton Fredericks op Ben Along Time Lucinda Fredericks op Headley Britannia Sonja Johnson op Ringwould Jaguar Megan Jones op Irish Jester Shane Rose op All Luck     | Groot-Brittannië Kristina Cook op Miners Frolic Daisy Dick op Spring Along William Fox-Pitt op Parkmorde Ed Sharon Hunt op Tankers Town Mary King op Call Again Cavalier |                          |
| 2012   | Duitsland Sandra Auffarth op Opgun Louvo Michael Jung op Sam Ingrid Klimke op Butts Abraxxas Dirk Schrade op King Artus Peter Thomsen op Barny                                          | Groot-Brittannië Kristina Cook op Miners Frolic William Fox-Pitt op Cool Mountain Mary King op Imperial Cavalier Zara Phillips op High Kingdom Nicola Wilson op Opposition Buzz | Nieuw-Zeeland Andrew Nicholson op Nereo Jonathan Paget op Clifton Promise Caroline Powell op Lenamore Jonelle Richards op Flintstar Mark Todd op Campino                 |                          |
| 2016   | Frankrijk Karim Laghouag op Entebbe Mathieu Lemoine op Bart L Astier Nicolas op Piaf De B'Neville Thibaut Vallette op Qing du Briot                                                     | Duitsland Sandra Auffarth op Opgun Louvo Michael Jung op Sam FBW Ingrid Klimke op Hale-Bob Old Julia Krajewski op Samourai du Thot                                              | Australië Chris Burton op Santano II Sam Griffiths op Paulank Brockagh Shane Rose op CP Qualified Stuart Tinney op Pluto Mio                                             |                          |
| 2020   | Groot-Brittannië Laura Collett op London 52 Tom McEwen op Toledo de Kerser Oliver Townend op Ballaghmor Class                                                                           | Australië Andrew Hoy op Vassily de Lassos Kevin McNab op Don Quidam Shane Rose op Virgil                                                                                        | Frankrijk Karim Laghouag op Triton Fontaine Christopher Six op Totem de Breey Nicolas Touzaint op Absolut Gold                                                           |                          |
| 2024   | Groot-Brittannië Rosalind Canter op Lordships Graffalo Laura Collett op London 52 Tom McEwen op JD Dublin                                                                               | Frankrijk Karim Laghouag op Triton Fontaine Stéphane Landois op Chaman Dumontceau Nicolas Touzaint op Diabolo Menthe                                                            | Japan Ryuzo Kitajima op Cekatinka Yoshiaki Oiwa op Mgh Grafton Street Toshiyuki Tanaka op Jefferson Kazuma Tomoto op Vinci De La Vigne                                   |                          |

| Land | Goud | Zilver | Brons |
| ---- | ---- | ------ | ----- |
| GBR  | 5    | 5      | 2     |
| USA  | 4    | 4      | 4     |
| AUS  | 4    | 2      | 3     |
| GER  | 3    | 3      | 1     |
| SWE  | 3    | 2      | 0     |
| FRA  | 2    | 1      | 2     |
| NED  | 2    | 1      | 0     |
| ITA  | 1    | 2      | 1     |
| FRG  | 1    | 1      | 2     |
| URS  | 1    | 0      | 0     |
| NZL  | 0    | 1      | 3     |
| EUA  | 0    | 1      | 1     |
| POL  | 0    | 1      | 1     |
| NOR  | 0    | 1      | 0     |
| SUI  | 0    | 1      | 0     |
| MEX  | 0    | 0      | 2     |
| BEL  | 0    | 0      | 1     |
| CAN  | 0    | 0      | 1     |
| JPN  | 0    | 0      | 1     |

Meervoudige medaillewinnaars
| Succesvolste | Succesvolste | Meervoudige | Meervoudige |
| --- | --- | --- | --- |
| 3-1-0 Andrew Hoy 2-3-0 Michael Plumb 2-2-0 Bruce Davidson 2-1-0 Ingrid Klimke 2-1-0 Charles Pahud de Mortanges 2-0-0 Phillip Dutton 2-0-0 Gillian Rolton 2-0-0 Matthew Ryan 2-0-0 Peter Thomsen 2-0-0 Gerard de Kruijff 2-0-0 Dolf van der Voort van Zijp 2-0-0 Richard Meade 2-0-0 Laura Collett 2-0-0 Tom McEwen 2-0-0 Earl Thomson | 1-1-1 Karim Laghouag 1-1-1 Nicolas Touzaint 1-1-0 Sandra Auffarth 1-1-0 Michael Jung 1-1-0 Mark Phillips 1-1-0 Olof Stahre 1-0-2 Bill Roycroft 1-0-1 Stuart Tinney 1-0-1 Claus Erhorn 1-0-1 / Matthias Baumann 1-0-1 / Ralf Ehrenbrink | 0-3-0 Ian Stark 0-2-1 Shane Rose 0-2-1 William Fox-Pitt 0-2-1 Mary King 0-2-0 Otto Rothe 0-2-0 Klaus Wagner 0-2-0 Jeanette Brakewell 0-2-0 Pippa Funnell 0-2-0 Virginia Holgate-Leng 0-2-0 Leslie Law 0-2-0 Michael Page 0-2-0 James Wofford | 0-1-2 Andrew Nicholson 0-1-2 Mark Todd 0-1-1 Karl Schultz 0-1-1 Vicky Latta 0-1-1 Blyth Tait 0-1-1 Kristina Cook 0-1-1 David O'Connor 0-1-1 Karen O'Connor 0-0-2 Wayne Roycroft 0-0-2 Horst Karsten |

### Springen individueel
| Editie | Goud | Goud                                   | Zilver | Zilver                                 | Brons | Brons                                 |
| ------ | ---- | -------------------------------------- | ------ | -------------------------------------- | ----- | ------------------------------------- |
| 1900   | BEL  | Aimé Haegeman op Benton II             | BEL    | Georges Van der Poële op Winsor Squire | FRA   | Louis de Champsavin op Terpsichore    |
| 1912   | FRA  | Jean Cariou op Mignon                  | GER    | Rabod von Kröcher op Dohna             | BEL   | Emanuel De Blommaert op Clonmore      |
| 1920   | ITA  | T. Lequio di Assaba op Trebecco        | ITA    | Alessandro Valerio op Cento            | SWE   | Carl Gustaf Lewenhaupt op Mon Coeur   |
| 1924   | SUI  | Alphonse Gemuseus op Lucette           | ITA    | T. Lequio di Assaba op Trebecco        | POL   | Adam Królikiewicz op Picador          |
| 1928   | TCH  | František Ventura op Eliot             | FRA    | Pierre Bertran de Balanda op Papillon  | SUI   | Charles-Gustave Kuhn op Pepita        |
| 1932   | JPN  | Takeichi Nishi op Uranus               | USA    | Harry Chamberlin op Show Girl          | SWE   | Clarence von Rosen jr. op Empire      |
| 1936   | GER  | Kurt Hasse op Tora                     | ROU    | Henri Rang op Delfis                   | HUN   | József Platthy op Sellő               |
| 1948   | MEX  | Humberto Mariles op Arete              | MEX    | Rubén Uriza op Harvey                  | FRA   | Jean d'Orgeix op Sucre de Pomme       |
| 1952   | FRA  | Pierre Jonquères d'Oriola op Ali Baba  | CHI    | Óscar Cristi op Bambi                  | GER   | Fritz Thiedemann op Meteor            |
| 1956   | EUA  | Hans Günter Winkler op Halla           | ITA    | Raimondo D'Inzeo op Merano             | ITA   | Piero D'Inzeo op Uruguay              |
| 1960   | ITA  | Raimondo D'Inzeo op Posillipo          | ITA    | Piero D'Inzeo op The Rock              | GBR   | David Broome op Sunsalve              |
| 1964   | FRA  | Pierre Jonquères d'Oriola op Lutteur B | EUA    | Hermann Schridde op Dozent II          | GBR   | Peter Robeson op Firecrest            |
| 1968   | USA  | William Steinkraus op Snowbound        | GBR    | Marion Coakes op Stroller              | GBR   | David Broome op Mr. Softee            |
| 1972   | ITA  | Graziano Mancinelli op Ambassador      | GBR    | Ann Moore op Psalm                     | USA   | Neal Shapiro op Sloopy                |
| 1976   | FRG  | Alwin Schockemöhle op Warwick Rex      | CAN    | Michel Vaillancourt op Branch County   | BEL   | François Mathy op Gai Luron           |
| 1980   | POL  | Jan Kowalczyk op Artemor               | URS    | Nikolai Korolkov op Espadron           | MEX   | Joaquín Pérez de las Heras op Alymony |
| 1984   | USA  | Joe Fargis op Touch of Class           | USA    | Conrad Homfeld op Abdullah             | SUI   | Heidi Robbiani op Jessica V           |
| 1988   | FRA  | Pierre Durand op Jappeloup             | USA    | Greg Best op Gem Twist                 | FRG   | Karsten Huck op Nepomuk               |
| 1992   | GER  | Ludger Beerbaum op Classic Touch       | NED    | Piet Raijmakers op Ratina Z            | USA   | Norman Dello Joio op Irish            |
| 1996   | GER  | Ulrich Kirchhoff op Jus de Pommes      | SUI    | Willi Melliger op Calvaro              | FRA   | Alexandra Ledermann op Rochet M       |
| 2000   | NED  | Jeroen Dubbeldam op De Sjiem           | NED    | Albert Voorn op Lando                  | KSA   | Khaled Al Eid op Khashm Al Aan        |
| 2004   | BRA  | Rodrigo Pessoa op Baloubet du Rouet    | USA    | Chris Kappler op Royal Kaliber         | GER   | Marco Kutscher op Montender           |
| 2008   | CAN  | Eric Lamaze op Hickstead               | SWE    | Rolf-Göran Bengtsson op Ninja          | USA   | Beezie Madden op Authentic            |
| 2012   | SUI  | Steve Guerdat op Nino des Buissonnets  | NED    | Gerco Schröder op London               | IRL   | Cian O'Connor op Blue Loyd 12         |
| 2016   | GBR  | Nick Skelton op Big Star               | SWE    | Peder Fredricson op All In             | CAN   | Eric Lamaze op Fine Lady 5            |
| 2020   | GBR  | Ben Maher op Explosion W               | SWE    | Peder Fredricson op All In             | NED   | Maikel van der Vleuten op Beauville Z |
| 2024   | GER  | Christian Kukuk op Checker 47          | SUI    | Steve Guerdat op Dynamix de Belheme    | NED   | Maikel van der Vleuten op Beauville Z |

| Land | Goud | Zilver | Brons |
| ---- | ---- | ------ | ----- |
| FRA  | 4    | 1      | 3     |
| GER  | 4    | 1      | 2     |
| ITA  | 3    | 4      | 1     |
| USA  | 2    | 4      | 3     |
| GBR  | 2    | 2      | 3     |
| SUI  | 2    | 2      | 2     |
| NED  | 1    | 3      | 2     |
| BEL  | 1    | 1      | 2     |
| CAN  | 1    | 1      | 1     |
| MEX  | 1    | 1      | 1     |
| EUA  | 1    | 1      | 0     |
| FRG  | 1    | 0      | 1     |
| POL  | 1    | 0      | 1     |
| BRA  | 1    | 0      | 0     |
| JPN  | 1    | 0      | 0     |
| TCH  | 1    | 0      | 0     |
| SWE  | 0    | 3      | 2     |
| CHI  | 0    | 1      | 0     |
| ROU  | 0    | 1      | 0     |
| URS  | 0    | 1      | 0     |
| HUN  | 0    | 0      | 1     |
| IRL  | 0    | 0      | 1     |
| USA  | 0    | 0      | 1     |

Meervoudige medaillewinnaars
| Succesvolste | Meervoudige                                                                                |
| --- | ------------------------------------------------------------------------------------------ |
| 2-0-0 Pierre Jonquères d'Oriola 1-1-0 Raimondo D'Inzeo 1-1-0 T. Lequio di Assaba 1-1-0 Steve Guerdat 1-0-1 Eric Lamaze | 0-2-0 Peder Fredricson 0-1-1 Piero D'Inzeo 0-0-2 David Broome 0-0-2 Maikel van der Vleuten |

### Springen team
| 1912 | Zweden Gustaf Kilman op Gåtan Gustaf Lewenhaupt op Medusa Hans von Rosen op Lord Iron                                                                           | Frankrijk Jean Cariou op Mignon Michel Dufort op Amazone Bernard Meyer op Allons-y                                                         | Duitsland Ernst Deloch op Hubertus Sigismund Freyer op Ultimus Wilhelm von Hohenau op Pretty Girl                                                                        |                           |                           |                           |
| 1920 | Zweden Claës König op Tresor Daniel Norling op Eros Hans von Rosen op Poor Boy                                                                                  | België André Coumans op Lisette Henri Laame op Biscuit Herman d'Oultromont op Lord Kitchener                                               | Italië Alessandro Alvisi op Raggio di Sole Giulio Cacciandra op Fortunello Ettore Caffaratti op Tradittore                                                               |                           |                           |                           |
| 1924 | Zweden Åge Lundström op Anvers Axel Ståhle op Cecil Åke Thelning op Loke                                                                                        | Zwitserland Hans Bühler op Sailor Boy Alphonse Gemuseus op Lucette Werner Stuber op Girandole                                              | Portugal António Borges op Reginald José Mouzinho op Hetrugo Hélder de Souza op Avro                                                                                     |                           |                           |                           |
| 1928 | Spanje José Álvarez de Bohórquez op Zalamero Julio García Fernández de los Ríos op Revistada José Navarro Morenés op Zapatazo                                   | Polen Michał Antoniewicz op Readgleadt Kazimierz Gzowski op Mylord Kazimierz Szosland op Ali                                               | Zweden Carl Björnstjerna op Kornott Ernst Hallberg op Loke Karl Hansén op Gerold                                                                                         |                           |                           |                           |
| 1932 | medailles niet uitgereikt | medailles niet uitgereikt | medailles niet uitgereikt | medailles niet uitgereikt | medailles niet uitgereikt | medailles niet uitgereikt |
| 1936 | Duitsland Marten von Barnekow op Nordland Heinz Brandt op Alchimist Kurt Hasse op Tora                                                                          | Nederland Jan de Bruine op Trixie Johan Greter op Ernica Henri van Schaik op Santa Bell                                                    | Portugal José Beltrão op Biscuit Luís Mena e Silva op Fossette Domingos de Sousa op Merle Blanc                                                                          |                           |                           |                           |
| 1948 | Mexico Humberto Mariles op Arete Rubén Uriza op Harvey Alberto Valdés op Chihuchoc                                                                              | Spanje Jaime García Cruz op Bizarro Marcellino Gavilán op Forajido José Navarro Morenés op Quorum                                          | Groot-Brittannië Arthur Carr op Monty Harry Llewellyn op Foxhunter Henry Nicoll op Kilgeddin                                                                             |                           |                           |                           |
| 1952 | Groot-Brittannië Harry Llewellyn op Foxhunter Douglas Stewart op Aherlow Wilfred White op Nizefella                                                             | Chili Óscar Cristi op Bambi Ricardo Echeverría op Lindo Peal César Mendoza op Pillan                                                       | Verenigde Staten Arthur McCashin op Miss Budweiser John William Russell op Democrat William Steinkraus op Hollandia                                                      |                           |                           |                           |
| 1956 | Duits eenheidsteam Alfons Lütke-Westhues op Ala Fritz Thiedemann op Meteor Hans Günter Winkler op Halla                                                         | Italië Piero D'Inzeo op Uruguay Raimondo D'Inzeo op Merano Salvatore Oppes op Pagoro                                                       | Groot-Brittannië Peter Robeson op Scorchin Pat Smythe op Flanagan Wilfred White op Nizefela                                                                              |                           |                           |                           |
| 1960 | Duits eenheidsteam Alwin Schockemöhle op Ferdl Fritz Thiedemann op Meteor Hans Günter Winkler op Halla                                                          | Verenigde Staten Frank Chapot op Trail Guide George H. Morris op Sinjon William Steinkraus op Ksar d'Esprit                                | Italië Piero D'Inzeo op The Rock Raimondo D'Inzeo op Posillipo Antonio Oppes op The Scholar                                                                              |                           |                           |                           |
| 1964 | Duits eenheidsteam Kurt Jarasinski op Torro Hermann Schridde op Dozent II Hans Günter Winkler op Fidelitas                                                      | Frankrijk Pierre Jonquères d'Oriola op Lutteur B Janou Lefèbvre op Kenavo D Guy Lefrant op Monsieur de Littry                              | Italië Piero D'Inzeo op Sun Beam Raimondo D'Inzeo op Posillipo Graziano Mancinelli op Rockette                                                                           |                           |                           |                           |
| 1968 | Canada James Day op Canadian Club Jim Elder op The Immigrant Thomas Gayford op Big Dee                                                                          | Frankrijk Pierre Jonquères d'Oriola op Nagir Janou Lefèbvre op Rocket Marcel Rozier op Quo vadis                                           | Bondsrepubliek Duitsland Alwin Schockemöhle op Donal Rex Hermann Schridde op Dozent Hans Günter Winkler op Enigk                                                         |                           |                           |                           |
| 1972 | Bondsrepubliek Duitsland Fritz Ligges op Robin Hartwig Steenken op Simona Gerd Wiltfang op Askan Hans Günter Winkler op Torphy                                  | Verenigde Staten Frank Chapot op White Lightning Kathryn Kusner op Fleet Apple Neal Shapiro op Sloopy William Steinkraus op Main Spring    | Italië Piero D'Inzeo op Easter Light Raimondo D'Inzeo op Fiorello II Graziano Mancinelli op Ambassador Vittorio Orlandi op Fulmer Feather                                |                           |                           |                           |
| 1976 | Frankrijk Hubert Parot op Rivage Michel Roche op Un Espoir Marc Roguet op Belle de Mars Marcel Rozier op Bayard de Maupas                                       | Bondsrepubliek Duitsland Alwin Schockemöhle op Warwick Rex Paul Schockemöhle op Agent Sönke Sönksen op Kwepe Hans Günter Winkler op Torphy | België Edgard-Henri Cuepper op Le Champion François Mathy op Gai Luron Stanny Van Paesschen op Porsche Eric Wauters op Gute Sitte                                        |                           |                           |                           |
| 1980 | Sovjet-Unie Viktor Asmajev op Reis Nikolai Korolkov op Espadron Viktor Poganovski op Topky Vjatsjeslav Tsjoekanov op Gepatit                                    | Polen Janusz Bobik op Szampan Wiesław Hartman op Norton Jan Kowalczyk op Artemor Marian Kozicki op Bremen                                  | Mexico Jesús Gómez Portugal op Massacre Joaquín Pérez de las Heras op Alymony Gerardo Tazzer Valencia op Lady Mirka Alberto Valdés Lacarra op Caribe                     |                           |                           |                           |
| 1984 | Verenigde Staten Leslie Burr op Albany Joe Fargis op Touch of Class Conrad Homfeld op Abdullah Melanie Smith op Calypso                                         | Groot-Brittannië Timothy Grubb op Linky Steven Smith op Shining Example John Whitaker op Ryans Son Michael Whitaker op Overton Amanda      | Bondsrepubliek Duitsland Fritz Ligges op Ramzes Peter Luther op Livius Paul Schockemöhle op Deister Franke Sloothaak op Farmer                                           |                           |                           |                           |
| 1988 | Bondsrepubliek Duitsland Ludger Beerbaum op The Freak Wolfgang Brinkmann op Pedro Dirk Hafemeister op Orchidee Franke Sloothaak op Walzerkönig                  | Verenigde Staten Greg Best op Gem Twist Joe Fargis op Mill Pearl Lisa Jacquin op For the Moment Anne Kursinski op Starman                  | Frankrijk Hubert Bourdy op Morgat Frédéric Cottier op Flambeau C Pierre Durand op Jappeloup Michel Robert op La Fayette                                                  |                           |                           |                           |
| 1992 | Nederland Jos Lansink op Egano Piet Raymakers op Ratina Z Bert Romp op Waldo E Jan Tops op Top Gun                                                              | Oostenrijk Boris Boor op Love Me Tender Thomas Frühmann op Genius Jörg Münzner op Graf Grande Hugo Simon op Apricot D                      | Frankrijk Hubert Bourdy op Razzia du Poncel Hervé Godignon op Quidam de Revel Eric Navet op Quito de Baussy Michel Robert op Nonix                                       |                           |                           |                           |
| 1996 | Duitsland Ludger Beerbaum op Ratina Z Ulrich Kirchhoff op Jus de Pommes Lars Nieberg op For Pleasure Franke Sloothaak op Joly                                   | Verenigde Staten Leslie Burr-Howard op Extreme Anne Kursinski op Eros Peter Leone op Legato Michael Matz op Rhum                           | Brazilië Luiz Felipe de Azevedo op Cassiana André Johannpeter op Calei Álvaro Affonso de Miranda Neto op Aspen Rodrigo Pessoa op Tomboy                                  |                           |                           |                           |
| 2000 | Duitsland Otto Becker op Cento Ludger Beerbaum op Goldfever 3 Marcus Ehning op For Pleasure Lars Nieberg op Esprit FRH                                          | Zwitserland Markus Fuchs op Tinka's Boy Beat Mändli op Pozitano Lesley McNaught-Mändli op Dulf Willi Melliger op Calvaro V                 | Brazilië Luiz Felipe de Azevedo op Ralph André Johannpeter op Calei Álvaro Affonso de Miranda Neto op Aspen Rodrigo Pessoa op Baloubet du Rouet                          |                           |                           |                           |
| 2004 | Verenigde Staten Chris Kappler op Royal Kaliber Beezie Madden op Authentic McLain Ward op Sapphire Peter Wylde op Fein Cera                                     | Zweden Malin Baryard op Butterfly Flip Rolf-Göran Bengtsson op Mac Kinley Peter Eriksson op Cardento Peder Fredricson op Magic Bengtsson   | Duitsland Christian Ahlmann op Cöster Otto Becker op Dobels Cento Marco Kutscher op Montender                                                                            |                           |                           |                           |
| 2008 | Verenigde Staten Laura Kraut op Cedric Beezie Madden op Authentic Will Simpson op Carlsson vom Dach McLain Ward op Sapphire                                     | Canada Mac Cone op Ole Jill Henselwood op Special Ed Eric Lamaze op Hickstead Ian Millar op In Style                                       | Zwitserland Steve Guerdat op Jalisca Solier Christina Liebherr op No Mercy Niklaus Schurtenberger op Cantus Pius Schwizer op Nobless M                                   |                           |                           |                           |
| 2012 | Groot-Brittannië Scott Brash op Hello Sanctos Peter Charles op Vindicat Ben Maher op Tripple X Nick Skelton op Big Star                                         | Nederland Marc Houtzager op Tamino Gerco Schröder op London Maikel van der Vleuten op Verdi Jur Vrieling op Bubalo                         | Saoedi-Arabië Kamal Bahamdan op Noblesse des Tess Ramzy Al Duhami op Bayard van de Villa There Abdullah ibn Mutaib Al-Soaed op Davos Abdullah Waleed Sharbatly op Sultan |                           |                           |                           |
| 2016 | Frankrijk Roger-Yves Bost op Sydney une Prince Pénélope Leprévost op Flora de Mariposa Philippe Rozier op Rahotep de Toscane Kevin Staut op Reveur de Hurtebise | Verenigde Staten Lucy Davis op Barron Kent Farrington op Voyeur Beezie Madden op Cortes'C McLain Ward op Azur                              | Duitsland Christian Ahlmann op Taloubet Z Ludger Beerbaum op Casello Daniel Deusser op First Class Meredith Michaels-Beerbaum op Fibonacci                               |                           |                           |                           |
| 2020 | Zweden Malin Baryard-Johnsson op Indiana Henrik von Eckermann op King Edward Peder Fredricson op All In                                                         | Verenigde Staten Laura Kraut op Baloutinue Jessica Springsteen op Don Juan van de Donkhoeve McLain Ward op Contagious                      | België Pieter Devos op Claire Z Jérôme Guery op Quel Homme de Hus Grégory Wathelet op Nevados S                                                                          |                           |                           |                           |
| 2024 | Groot-Brittannië Ben Maher op Dallas Vegas Batilly Harry Charles op Romeo 88 Scott Brash op Jefferson                                                           | Verenigde Staten Laura Kraut op Baloutinue Karl Cook op Caracole de la Roque McLain Ward op Ilex                                           | Frankrijk Simon Delestre op I.Alemusina R 51 Olivier Perreau op Dorai D'Aiguilly Julien Epaillard op Dubai du Cèdre                                                      |                           |                           |                           |

| Land | Goud | Zilver | Brons |
| ---- | ---- | ------ | ----- |
| SWE  | 4    | 1      | 1     |
| USA  | 3    | 7      | 1     |
| GBR  | 3    | 1      | 2     |
| GER  | 3    | 0      | 3     |
| EUA  | 3    | 0      | 0     |
| FRA  | 2    | 3      | 3     |
| FRG  | 2    | 1      | 2     |
| NED  | 1    | 2      | 0     |
| CAN  | 1    | 1      | 0     |
| ESP  | 1    | 1      | 0     |
| MEX  | 1    | 0      | 1     |
| URS  | 1    | 0      | 0     |
| SUI  | 0    | 2      | 1     |
| POL  | 0    | 2      | 0     |
| ITA  | 0    | 1      | 4     |
| BEL  | 0    | 1      | 2     |
| AUT  | 0    | 1      | 0     |
| BRA  | 0    | 0      | 2     |
| POR  | 0    | 0      | 2     |
| KSA  | 0    | 0      | 1     |

Meervoudige medaillewinnaars
| Succesvolste | Succesvolste | Meervoudige | Meervoudige |
| --- | --- | --- | --- |
| 4-1-1 Hans Günter Winkler 3-0-1 Ludger Beerbaum 2-3-0 McLain Ward 2-1-0 Beezie Madden 2-0-1 Franke Sloothaak 2-0-0 Lars Nieberg 2-0-0 Fritz Thiedemann 2-0-0 Ben Maher 2-0-0 Scott Brash 2-0-0 Hans von Rosen | 1-2-0 Laura Kraut 1-1-1 Alwin Schockemöhle 1-1-0 Marcel Rozier 1-1-0 José Navarro Morenés 1-1-0 Leslie Burr-Howard 1-1-0 Joe Fargis 1-1-0 Malin Baryard-Johnsson 1-1-0 Peder Fredricson 1-0-1 Otto Becker 1-0-1 Hermann Schridde 1-0-1 Harry Llewellyn 1-0-1 Wilfred White | 0-2-0 Pierre Jonquères d'Oriola 0-2-0 Janou Lefèbvre 0-2-0 Anne Kursinski 0-2-0 McLain Ward 0-1-3 Piero D'Inzeo 0-1-3 Raimondo D'Inzeo 0-1-1 Paul Schockemöhle | 0-0-2 Luiz Felipe de Azevedo 0-0-2 André Johannpeter 0-0-2 Álvaro Affonso de Miranda Neto 0-0-2 Rodrigo Pessoa 0-0-2 Christian Ahlmann 0-0-2 Hubert Bourdy 0-0-2 Michel Robert 0-0-2 Graziano Mancinelli |

### Afgevoerde onderdelen
| Editie | Onderdeel            | Goud | Goud                                           | Zilver | Zilver                          | Brons | Brons                                      |
| ------ | -------------------- | ---- | ---------------------------------------------- | ------ | ------------------------------- | ----- | ------------------------------------------ |
| 1900   | Hoogspringen         | FRA  | Dominique Gardères op Canéla                   |        |                                 | BEL   | Georges Van der Poële op Ludlow            |
| 1900   | Hoogspringen         | ITA  | Gian Giorgio Trissino op Oreste                |        |                                 | BEL   | Georges Van der Poële op Ludlow            |
| 1900   | Verspringen          | BEL  | Constant Van Langhendonck op Extra-Dry         | ITA    | Gian Giorgio Trissino op Oreste | FRA   | De Bellegarde op Tolla                     |
|        |                      |      |                                                |        |                                 |       |                                            |
| 1920   | Voltige, individueel | BEL  | Daniel Bouckaert                               | FRA    | Field                           | BEL   | Louis Finet                                |
| 1920   | Voltige, team        | BEL  | Daniel Bouckaert Louis Finet Maurice Van Ranst | FRA    | Cauchy Field Salins             | SWE   | Carl Green Anders Mårtensson Oskar Nilsson |

Parijs 1900 · 
Stockholm 1912 · 
Antwerpen 1920 · 
Parijs 1924 · 
Amsterdam 1928 · 
Los Angeles 1932 · 
Berlijn 1936 · 
Londen 1948 · 
Helsinki 1952 · 
Melbourne 1956 · 
Rome 1960 · 
Tokio 1964 · 
Mexico-stad 1968 · 
München 1972 · 
Montréal 1976 · 
Moskou 1980 · 
Los Angeles 1984 · 
Seoel 1988 · 
Barcelona 1992 · 
Atlanta 1996 · 
Sydney 2000 · 
Athene 2004 · 
Peking 2008 · 
Londen 2012 · 
Rio de Janeiro 2016 · 
Tokio 2020 · 
Parijs 2024 · 
Los Angeles 2028
Medaillewinnaars